# Antonia Papegaaij
Antonia Papegaaij, 1719 - 1811, was de echtgenote van Cornelis van Hombroek en na diens dood in 1787 samen met Cornelis van Nievervaart en Martinus van Nievervaart eigenaar van de heerlijkheid Asten. Cornelis van Nievervaart was ook eigenaar van drie fabrieken. Van Hombroek was samen met een Van Nievervaart heer van Asten.
Deze personen stamden uit rijke families uit Dordrecht en bezaten het kasteel tot 1811. De heerlijke rechten zijn in de Franse Tijd in Nederland afgeschaft, al bleven er enkele van gehandhaafd. Pieter Losecaat heeft nog geprobeerd om de belangen van de heren tegenover de Bataavse Brabanders te verdedigen, maar de winst uit de heerlijke rechten halveerde tussen 1750 en 1808. Daarbij kwam dat het kasteel en het landgoed, dat ze om het jachtrecht aan rijke lieden verhuurden, niet meer voor inkomen zorgden, omdat het recht was vervallen, en in waarde daalden.
Toen de heren en het gemeentebestuur van Asten dreigden tegen elkaar te gaan procederen, wat hoge kosten met zich mee zou brengen, probeerden de heren de pastoor, Wilhelm van Asten, met geschenken te paaien. Die had het door en steunde heimelijk de inspanningen van het bestuur. De heren bakenden hun jachtgebied met grenspalen af. Deze werden daarop door het gemeentebestuur uitgegraven, maar dat kwam hun op een boete te staan.
Het goed werd in 1811 aan Dirk Cornelisz. Vos verkocht, die tot 1822 eigenaar was, en eveneens uit de omgeving van Dordrecht kwam.